# Camerun ai Giochi della XXXIII Olimpiade
Il Camerun ha partecipato ai Giochi della XXXIII Olimpiade che si sono svolti a Parigi dal 26 luglio all'11 agosto 2024, con una delegazione di 6 atleti, 2 uomini e 4 donne.
I portabandiera alla cerimonia di apertura dei Giochi della XXXIII Olimpiade sono stati Emmanuel Eseme e Richelle Anita Soppi Mbella.

## Delegazione
| Sport            | Uomini | Donne | Totale |
| ---------------- | ------ | ----- | ------ |
| Atletica leggera | 1      | 1     | 2      |
| Judo             | 0      | 1     | 1      |
| Nuoto            | 1      | 1     | 2      |
| Tennistavolo     | 0      | 1     | 1      |
| Totale           | 2      | 4     | 6      |